# Injektionseis
Injektionseis (auch Intrusionseis) ist eine Form von Bodeneis, das durch in Boden oder Gestein eindringendes Wasser gebildet wurde. Meist steht dieses Wasser unter Druck, dabei kann es sich beispielsweise um kryostatischen oder artesischen Druck handeln. Injektionseis kann sich in porösen Lockergesteinen bilden oder auch in rissigem oder zerklüftetem Fels. Die Entstehung wird begünstigt, wenn Wasser in Rissen eingeschlossen oder wenn es sehr schnell abgekühlt wird. Normalerweise handelt es sich dabei um Grundwasser, es kann sich aber bei hohem Wasserstand an Flussufern bilden, wenn Wasser seitlich entlang der Untergrenze des Auftaubodens in den Permafrostboden eindringt.
Durch das Gefrieren des eindringenden Wassers wird die Erdoberfläche häufig angehoben, die bekannteste dabei entstehende Form sind Pingos. Es besteht eine gewisse Analogie zur Entstehung von Intrusionen beim Gestein, weshalb auch die Begriffe „Sill“ oder „Dyke“ für solche Formen von Eis verwendet werden. 